# Las rutas del Sur
Las rutas del sur (título original: Roads to the South) es una película franco - española dirigida por Joseph Losey, estrenada en 1978, que trata sobre la nostalgia de los vencidos en la guerra civil española.
En este drama, un hombre de unos cincuenta años, viejo militante de la lucha antifranquista, acaba de perder a su mujer en un accidente de coche y tiene una relación difícil con su hijo.

## Sinopsis
Corre el año 1975, al final del franquismo. Jean Larrea, un antiguo revolucionario español, se ha convertido en guionista, pero un conflicto generacional lo enfrenta a su hijo.
Su esposa Eve muere en un accidente automovilístico. Se entera de que ella estaba teniendo un romance con uno de sus amigos, un activista español, y decide ir a España con Julia, una joven forastera con la que su hijo está saliendo.

## Elaboración
En su libro sobre su amigo Yves Montand, titulado Montand la vie continúa, Jorge Semprún da cuenta de sus sensaciones sobre esta película, para la que escribió el guion y que considera "un semifracaso".
"Pienso en  Joseph Losey", escribe, "para quien escribí en 1977 Les routes du sud, que trataba de España y de los pasos fronterizos. En la que Montand había vuelto a ser protagonista. ». Antes de volar a Río de Janeiro en agosto de 1982, se encontró con Joseph Losey en París, en el Boulevard Saint-Germain: "Llevaba sus habituales ojos azules, una bufanda de colores brillantes atada descuidadamente alrededor de su cuello, sobre su habitual chaqueta de lona de pescador inglés. Pero estaba patéticamente abrumado por la vejez, el cansancio de la vida, a pesar de todos sus esfuerzos por evitarlos. ».
Intercambiaron algunas palabras en la acera y, al despedirse, le dijo a Semprún "con un destello de alegre perfidia en sus angelicales ojos azules: 'Escuché que ibas a viajar con Montand como una groupie... ». Semprún se rio complacientemente de esta ocurrencia porque, pensó, era la mejor manera de responder a este tipo de perfidia gratuita e intrascendente.
Si esta película fue un semifracaso según su guionista, no fue solo desde el punto de vista comercial, sino también como una empresa conjunta entre un actor, un director y un guionista, admite Semprún, que cree ser "el principal responsable". Se reprocha a sí mismo haber vuelto a un tema demasiado cercano a La guerra ha terminado —a pesar de "una nueva orquestación de temas"— y no haber elegido a un director joven que hubiera dado una mirada fresca, insolente y, sobre todo, no nostálgica a los acontecimientos evocados. Un director diferente a Losey, instalado en el exilio "que se adorna con las plumas de pavo real de las reivindicaciones políticas" pero sin ningún cuestionamiento real. Losey, que sigue desempeñando su papel de víctima del macartismo y que "justificó la no ruptura con un estalinismo latente o explícito, según sea el caso, pero siempre subrepticiamente en acción".
Por lo tanto, parece que Los caminos del sur fue el fruto equívoco de un malentendido, Semprún —a diferencia de Losey— pensó que estaba "dando forma, bajo una nueva luz, a una reflexión crítica". A pesar de una innegable decepción, recuerda sin embargo "algunas secuencias perfectamente escenificadas" en las que Montand sigue "el camino obstinado, desesperado, lúcido, que da sentido a la vida de su personaje, Jean Larrea".

## Ficha técnica
- Título original en francés. : Les Routes du sud
- Título español : Los caminos del Sur
- Realización : Joseph Losey, asistido por Florence Malraux
- Asistentes de producción : Reynald Lampert, Carlo Lastricati, Florence Malraux, John R. Pimienta
- Guion : Jorge Semprún basado en su obra
- Ingenieros de sonido : Michel Boulen, René Magnol
- Música original : Michel Legrand
- Marco : Pierre-William Glenn
- Director de fotografía : Gerry Fisher
- Montaje : Reginald Beck
- Asistentes de edición : Marie Castro-Vásquez, Annick Rousset-Rouard
- Guion : Marie-José Guissart
- Productores : Yves Rousset-Rouard, Jean-Charles Edeline
- Compañías de producción : Société Française de Production, Trinacra Films, France Régions 3 Cinéma, Profilmes
- Empresas distribuidoras : UGC, Distribución Gaumont
- País de origen :  Francia | España
- Lengua : Francés
- Género : drama
- Fecha de estreno :
  -  Francia: 28 de abril de 1978

## Reparto
- Yves Montand : Jean Larréa
- Miou-Miou : Julia
- Laurent Malet : Laurent Larréa
- France Lambiotte : Ève Larréa
- José Luis Gómez : Miguel
- Jean Bouise : El aparcero
- Maurice Bénichou : Garcia
- Didier Sauvegrain :El soldado Korpik
- Eugene Braun Munk :El Productor Egon
- Claire Bretécher : la periodista televisivo
- Frances Vicens :El médico español
- Roger Planchon : El abogado parisino
- Christian de Tilière : El oficial ruso
- Jeannine Mestre : Nuria, la mujer de Miguel
- Guy Thomas : Guy Thomas, El Periodista
- Luis Pasca Sanchez : El joven barbudo
- Gérard Moisan : Jean Larréa joven
- Mario Gonzalez :El empleado del hotel
- François Nadal :Un jinete ruso
- Alain Barbier :Un jinete ruso